# Dolina Chochołowska Wyżnia

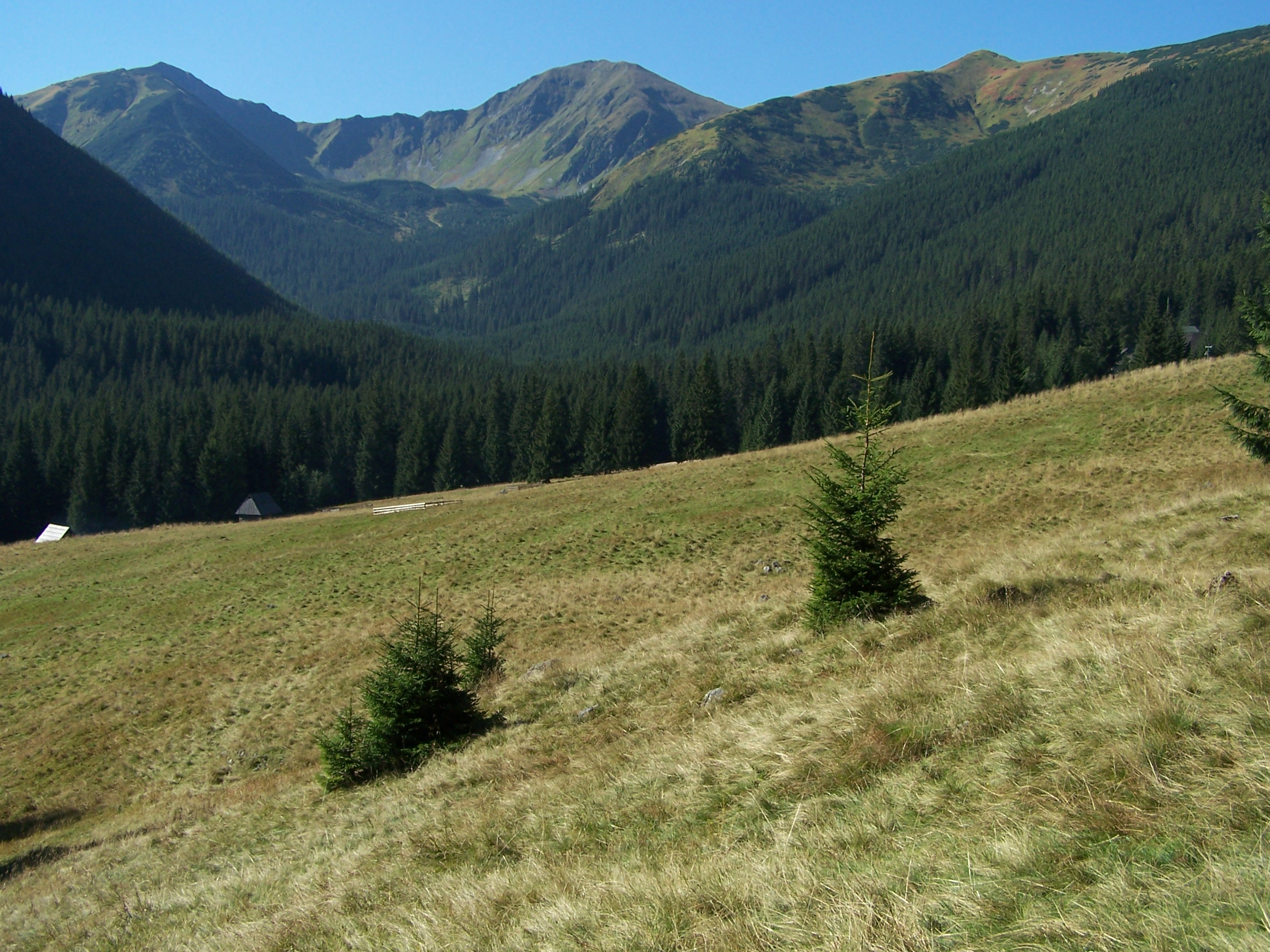
Widok na Dolinę Chochołowską Wyżnią

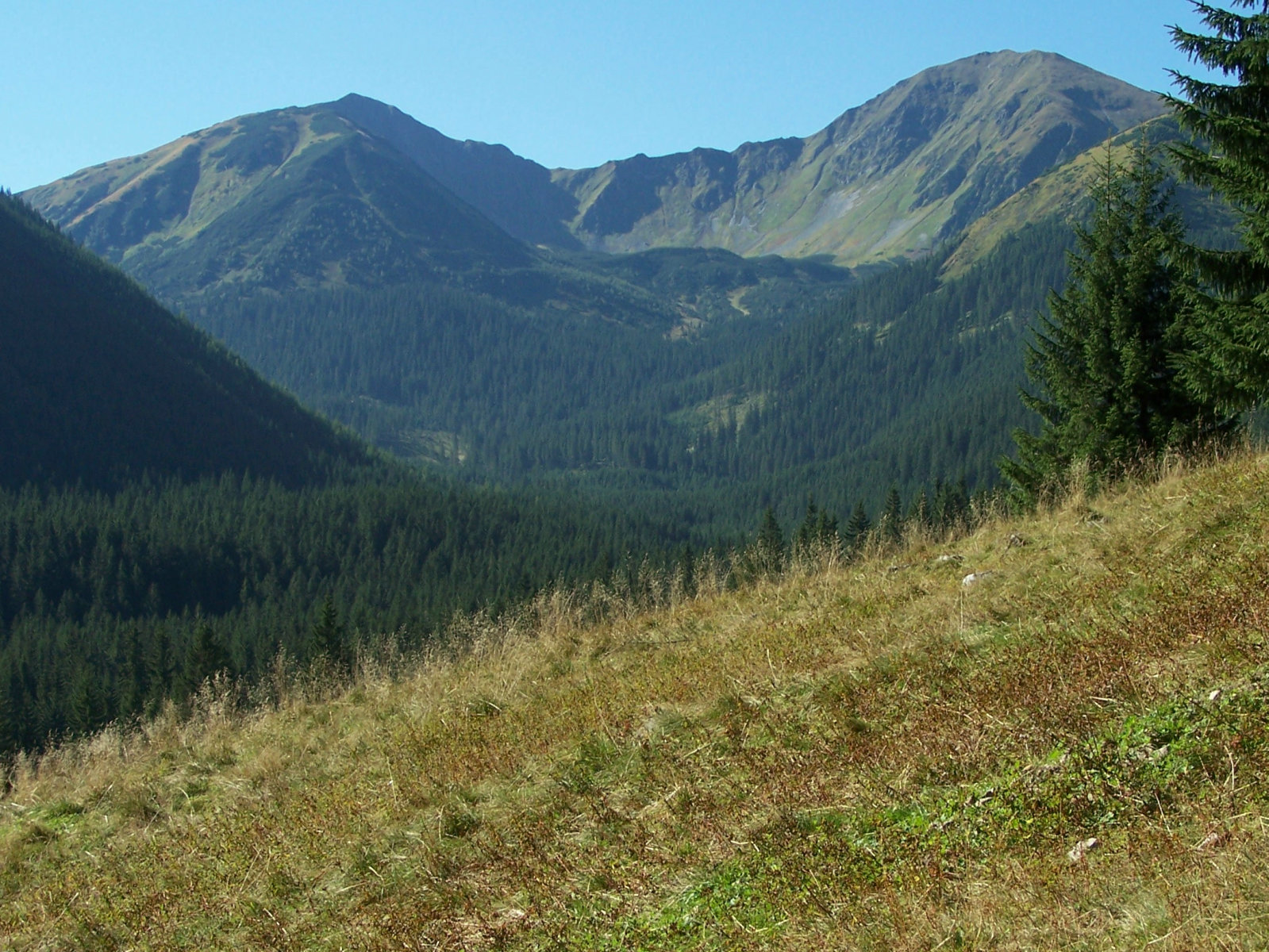
Czerwony Wierch, Łopata, Dziurawa Przełęcz i Wołowiec nad Wyżnią Doliną Chochołowską

Dolina Chochołowska Wyżnia – zachodnie odgałęzienie górnej części Doliny Chochołowskiej, rozpoczynające się nieco powyżej Polany Chochołowskiej i ciągnące się po główną grań Tatr Zachodnich. W dolnej części dolina jest porośnięta lasem świerkowym. Istnieje w nim zarastająca już Polana Chochołowska Wyżnia. Dawniej była ona wypasana i stały na niej szałasy, zwane sołtysimi. Zimą 1944/45 r. mieścił się w nich sztab partyzantów radzieckich kpt. Tichonowa. Dolina wyrzeźbiona została przez lodowiec. Górna jej część pod granią główną to kocioł lodowcowy Dziurawe, ograniczony z trzech stron ścianami i stromymi zboczami Wołowca, Łopaty, Czerwonego Wierchu. Wznoszą się one na wysokość 300–350 m ponad zawalone piargami i blokami morenowymi i porastające kosówką dno kotła. Od północnej strony kocioł ten zablokowany jest wzniesieniem Kopy (1596 m). Ze znajdującego się pod nim progu skalnego wypływa kilka źródeł. Dają one początek Wyżniemu Chochołowskiemu Potokowi.
Doliną prowadzi zielony szlak turystyczny, który został wyznakowany w 1901 r., jako pierwszy w Dolinie Chochołowskiej. Wyprowadza on kamienną kotliną pomiędzy Wołowcem i Rakoniem (zwaną Szeroką Ulicą) w rejon niewielkiej przełęczy Zawracie pomiędzy grzbietami tych szczytów. Opadające do Doliny Chochołowskiej Wyżniej wschodnie zbocza Rakonia, zwane Długim Upłazem, były dawniej wypasane.

## Szlaki turystyczne
z Polany Chochołowskiej poprzez Dolinę Chochołowską Wyżnią na grzbiet Wołowca, gdzie dołącza do szlaku niebieskiego. Czas przejścia: 2:30 h, ↓ 2 h